# 580년

## 연호
- 남진(南陳) 태건(太建) 12년
- 후량(後梁) 천보(天保) 19년
- 북주(北周) 대상(大象) 2년
- 신라(新羅) 홍제(鴻濟) 9년

## 기년
- 남진(南陳) 선제(宣帝) 12년
- 북주(北周) 정제(靜帝) 2년
- 신라(新羅) 진평왕(眞平王) 2년
- 고구려(高句麗) 평원왕(平原王) 22년
- 백제(百濟) 위덕왕(威德王) 27년

## 탄생
- 9월 21일 - 제76대의 교황 교황 비탈리아노. (~672년)